# Jean Baptiste Janssens

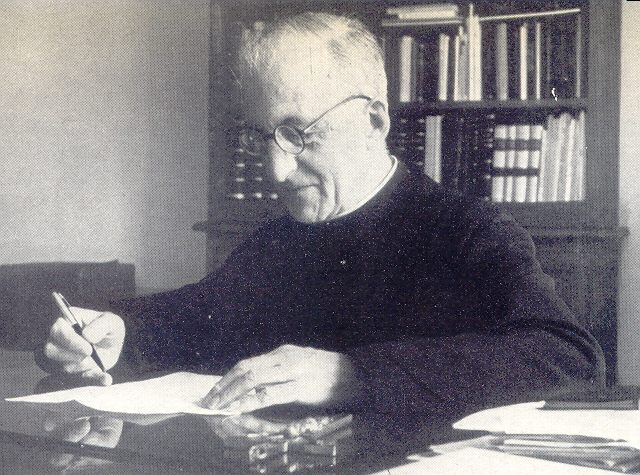
Jean-Baptiste Janssens

Jean Baptiste Janssens (* 22. Dezember 1889 in Mechelen; † 5. Oktober 1964 in Rom) war ein belgischer Jesuit und 27. Generaloberer der Societas Jesu.
Jean Baptiste Janssens trat 1907 in den Jesuitenorden ein. 1919 wurde er in Löwen zum Priester geweiht. Er lehrte an der Universität Löwen kanonisches Recht. 1939 wurde er Provinzial der belgischen Jesuitenprovinz.
Nachdem am 13. Dezember 1942 der 26. Ordensgeneral Wladimir Ledóchowski gestorben war, wählte die Generalversammlung im September 1946 Jean Baptiste Janssens zum 27. General.